# Tantal indian
Tantalul indian (Mycteria leucocephala) este o pasăre mare din familia berzelor. Se găsește în zonele umede din câmpiile din Asia tropicală, la sud de Himalaya, în subcontinentul indian și se extinde în Asia de sud-est. 

## Descriere

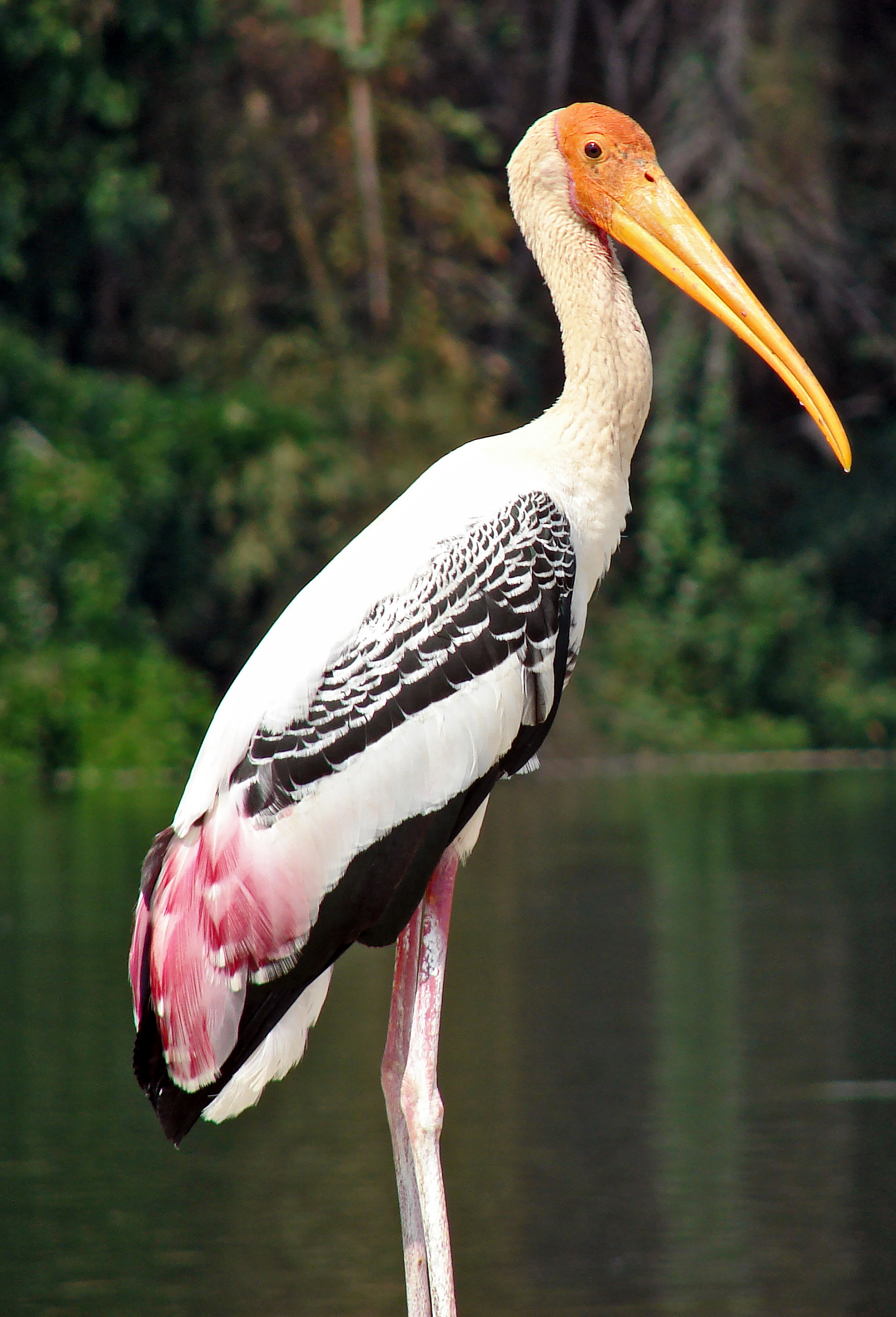
Mycteria leucocephala

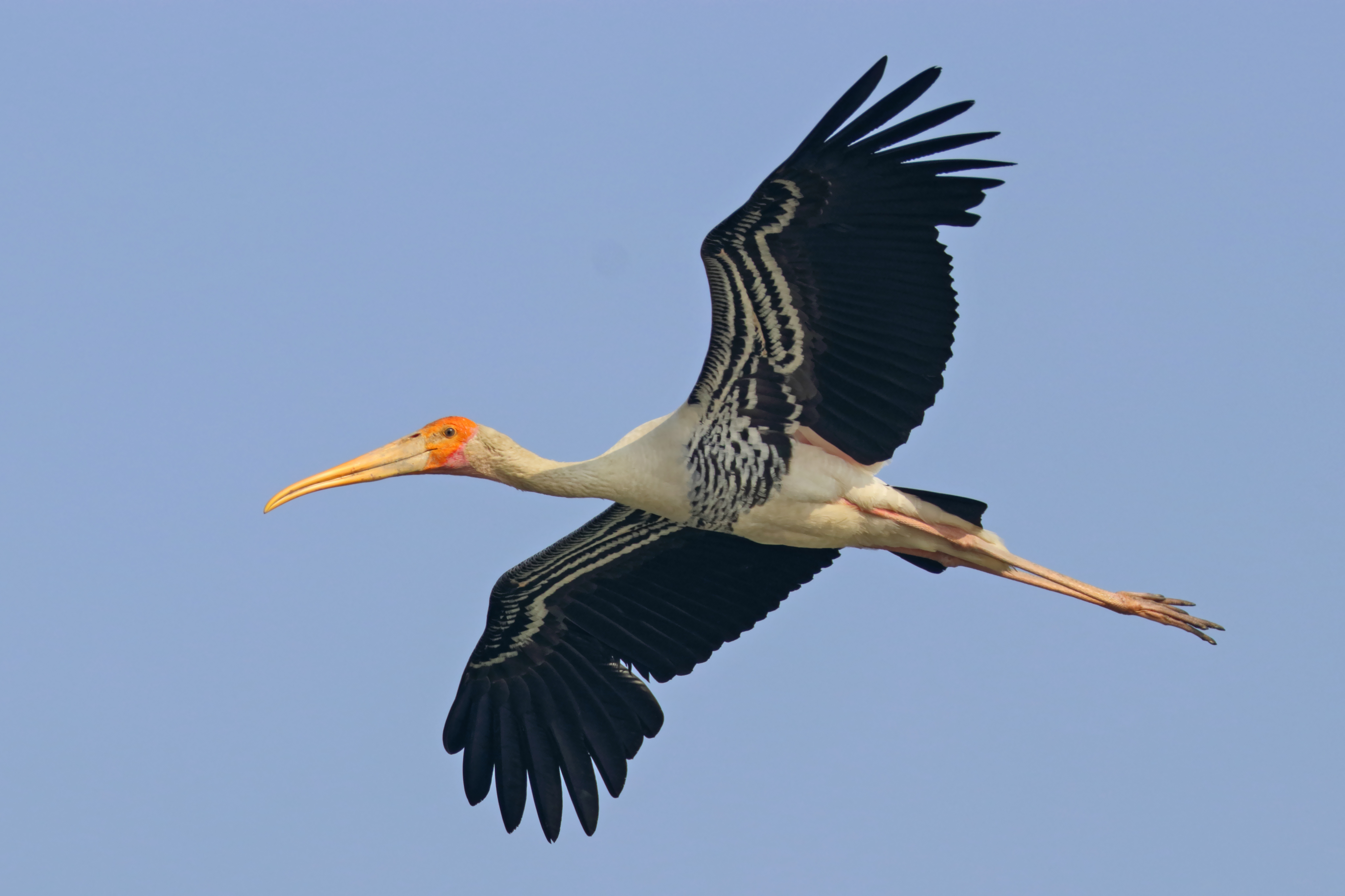
În zbor

Această barză mare are un cioc galben, cu un vârf curbat în jos, care îi conferă o asemănare cu un ibis. Capul adultului este golaș și de culoare portocalie sau roșiatică. Penele terțial lungi sunt roz aprins. Pe piept are o bandă neagră, cu marcaje albe, care continuă sub aripi, iar vârfurile albe ale supracodalelor negre îi conferă aspectul de dungi albe care traversează banda neagră.
Restul corpului este albicios la adulți, iar elementele primare și secundare sunt negre cu un luciu verzui. Picioarele sunt gălbui până la roșu, dar adesea par albe datorită obiceiului lor de urohidroză sau de a defeca pe picioare, mai ales atunci când se odihnesc. Coada scurtă este neagră, cu un luciu verde. Pentru o barză, are dimensiuni medii, cu o înălțime de aproximativ 93-102 cm, 150-160 cm în anvergură și cântărește 2-3 kg. Femela este puțin mai mică decât masculul.
Tinerii pufoși sunt în principal albicioși, cu ciocurile gri și pielea feței negricioase. Puii au un penaj maroniu și, ca majoritatea berzelor, ajung la starea de reproducere după doi sau trei ani.
Ca toate berzele, ei zboară cu gâtul întins. De multe ori se folosesc de curenții ascendenți pentru a urca în căutarea zonelor de hrănire. La fel ca alte berze, acestea sunt în mare parte tăcute, dar clămpănesc ciocurile când ajung la cuib și pot scoate niște croncăieli dure sau gemete scăzute.